# Astrapotheriidae
Astrapotheriidae (лат.) — семейство вымерших млекопитающих из отряда астрапотериев. Известны с эоцена по миоцен (по тортонский век включительно, 48,6—7,246 млн лет назад).
Строением тела напоминали носорогов. Имели небольшой хобот, как у современных тапиров. Вели полуводный образ жизни, но питались грубой растительной пищей.

## Классификация
По данным сайта Paleobiology Database, на август 2019 года в семейство включают одно подсемейство и 13 вымерших родов вне его:
- Роды incertae sedis
  - Astrapodon Ameghino, 1891
  - Astraponotus Ameghino, 1901
  - Astrapothericulus Ameghino, 1902
  - Astrapotherium Burmeister, 1879
  - Comahuetherium Kramarz & Bond, 2011
  - Ganastrapotherium Johnson, 1984
  - Granastrapotherium Johnson, 1984typus
  - Liarthrus
  - Maddenia Kramarz & Bond, 2009
  - Monoeidodon Roth, 1898
  - Parastrapotherium Ameghino, 1895
  - Scaglia Simpson, 1957
  - Tonorhinus Ameghino, 1904
- Подсемейство Uruguaytheriinae Kraglievich, 1928
  - Hilarcotherium Vallejo-Pareja et al., 2015
  - Uruguaytherium Kraglievich, 1928
  - Xenastrapotherium Kraglievich, 1928